# فهرست کشورها بر پایه سن ثبت اولین ازدواج
این فهرست،‌ سن زنان و مردان هنگام ازدواج یکم در قاره‌های آفریقا، آسیا، آمریکا، اروپا و اقیانوسیه را نشان می‌دهد.

## کشورهای قاره آفریقا
- بوتسوانا: ۳۰٫۸ برای مردان، ۲۶٫۷ برای زنان
- کامرون: ۲۹٫۷ برای مردان، ۲۵٫۲ برای زنان
- چاد: ۲۴٫۱ برای مردان، ۱۸٫۰ برای زنان
- مصر: ۲۵٫۹ برای مردان، ۲۴٫۲ برای زنان
- کنیا: ۲۶٫۳ برای مردان، ۲۱٫۶ برای زنان
- لیبی: ۳۲٫۰ برای مردان، ۲۹٫۲ برای زنان
- موزامبیک: ۲۲٫۶ برای مردان، ۱۸٫۰ برای زنان
- نیجر: ۲۳٫۹ برای مردان، ۱۷٫۶ برای زنان
- آفریقای جنوبی: ۲۸٫۹ برای مردان، ۲۷٫۱ برای زنان
- توگو: ۲۷٫۰ برای مردان، ۲۱٫۳ برای زنان
- نیجریه: ۲۹٫۰ برای مردان در ۲۲٫۲ برای زنان

## کشورهای قاره آمریکا
- آرژانتین: ۲۵٫۶ برای مردان، ۲۳٫۳ برای زنان (۱۹۹۱)
- برزیل: ۲۸ برای مردان، ۲۶ برای زنان (۲۰۰۶)
- کانادا: ۳۰٫۶ برای مردان، ۲۸٫۵ برای زنان (۲۰۰۳)
- گواتمالا: ۲۷ برای مردان، ۲۴ برای زنان، ۲۶ متوسط نهایی
- مکزیک: ۲۸ برای مردان، ۲۵ برای زنان، ۲۶٫۵ متوسط. (۲۰۰۷)
- پرو: ۲۵٫۷ برای مردان، ۲۳٫۱ برای زنان. (۱۹۹۶)
- ایالات متحده آمریکا: ۲۸٫۴ برای مردان، ۲۶٫۵ برای زنان (۲۰۰۹)

## کشورهای قاره آسیا
- ارمنستان: ۲۸٫۴ برای مردان، ۲۴٫۵ برای زنان (۲۰۰۸)
- جمهوری آذربایجان: ۲۷٫۳ برای مردان، ۲۳٫۱ برای زنان (۲۰۰۸)
- بنگلادش: ۲۸٫۹ برای مردان، ۱۸٫۱ برای زنان (۱۹۹۱)
- پاکستان: ۲۶٫۳ برای مردان، ۲۱٫۶ برای زنان (۱۹۹۱)
- چین: ۳۳٫۸ برای مردان، ۲۹٫۱ برای زنان
- گرجستان: ۲۸٫۸ برای مردان، ۲۵٫۱ برای زنان (۲۰۰۸)
- هنگ کنگ: ۳۱٫۱ برای مردان، ۲۸٫۸ برای زنان
- هند: ۲۶ برای مردان، ۲۱٫۳ برای زنان (۲۰۰۸)
- اندونزی: ۲۵٫۲ برای مردان، ۲۴٫۶ برای زنان
- ایران: ۲۷٫۴ برای مردان، ۲۳٫۸ برای زنان. (۲۰۱۵)
- عراق: ۲۴٫۵ برای مردان، ۲۲٫۰ برای زنان
- ژاپن: ۲۹٫۴ برای مردان برای زنان ۲۷٫۶
- فیلیپین: ۲۵٫۸ برای مردان، ۱۹٫۳ برای زنان
- تایوان: ۳۱٫۶ برای مردان، ۲۸٫۹ برای زنان (۲۰۰۹)
- تاجیکستان: ۲۶٫۲ برای مردان، ۲۲٫۴ برای زنان (۲۰۰۸)
- قزاقستان: ۲۶٫۸ برای مردان، ۲۴٫۱ برای زنان (۲۰۰۸)
- قرقیزستان: ۲۶٫۷ برای مردان، ۲۳٫۴ برای زنان (۲۰۰۸)
- کویت: ۳۲٫۸ برای مردان، ۲۵٫۰ برای زنان
- میانمار: ۲۷٫۵ برای مردان، ۲۶٫۴ برای زنان
- نپال: ۲۲٫۰ برای مردان، ۱۸٫۸ برای زنان
- ویتنام: ۲۶٫۲ برای مردان، ۲۲٫۸ برای زنان (۲۰۰۹)
- ازبکستان: ۲۵٫۲ برای مردان، ۲۲٫۴ برای زنان (۲۰۰۶)

## کشورهای قاره اروپا
- آلبانی: ۲۷٫۷ برای مردان، ۲۲٫۴ برای زنان. (2007)[۱]
- اتریش: ۳۱٫۷ برای مردان، ۲۸٫۹ برای زنان. (2008)[۱]
- بلاروس: ۲۶٫۰ برای مردان، ۲۳٫۹ برای زنان. (2008)[۱]
- بلژیک: ۳۰٫۷ برای مردان، ۲۸٫۵ برای زنان. (2008)[۱]
- بوسنی و هرزگوین: ۲۸٫۳ برای مردان، ۲۴٫۹ برای زنان. (2008)[۱]
- بلغارستان: ۲۹٫۳ برای مردان، ۲۶٫۱ برای زنان. (2008)[۱]
- کرواسی: ۲۹٫۷ برای مردان، ۲۶٫۸ برای زنان. (2008)[۱]
- جمهوری چک: ۳۰٫۳ برای مردان، ۲۷٫۶ برای زنان. (2008)[۱]
- دانمارک: ۳۴٫۸ برای مردان، ۳۲٫۴ برای زنان. (2008)[۱]
- استونی: ۲۹٫۶ برای مردان، ۲۷٫۲ برای زنان. (2008)[۱]
- فنلاند: ۳۲٫۵ برای مردان، ۳۰٫۲ برای زنان. (2008)[۱]
- فرانسه: ۳۱٫۶ برای مردان، ۲۹٫۶ برای زنان. (2008)[۱]
- آلمان: ۳۳٫۰ برای مردان، ۳۰٫۰ برای زنان. (2008)[۱]
- یونان: ۳۱٫۸ برای مردان، ۲۸٫۹ برای زنان. (2008)[۱]
- مجارستان: ۳۰٫۴ برای مردان، ۲۷٫۹ برای زنان. (2008)[۱]
- ایسلند: ۳۴٫۳ برای مردان، ۳۲٫۱ برای زنان. (2008)[۱]
- جمهوری ایرلند: ۳۲٫۱ برای مردان، ۳۰٫۴ برای زنان. (2006)[۱]
- ایتالیا: ۳۲٫۸ برای مردان، ۲۹٫۷ برای زنان. (2007)[۱]
- لتونی: ۲۸٫۸ برای مردان، ۲۶٫۷ برای زنان. (2008)[۱]
- لیتوانی: ۲۸٫۰ برای مردان، ۲۵٫۷ برای زنان. (2008)[۱]
- مقدونیه شمالی: ۲۷٫۷ برای مردان، ۲۴٫۷ برای زنان. (2000)[۱]
- مالت: ۲۹٫۶ برای مردان، ۲۷٫۵ برای زنان. (2008)[۱]
- مولدووا: ۲۵٫۸ برای مردان، ۲۳٫۰ برای زنان. (2008)[۱]
- مونته‌نگرو: ۳۰٫۰ برای مردان، ۲۵٫۹ برای زنان. (2008)[۱]
- هلند: ۳۰٫۷ برای مردان، ۲۸٫۳ برای زنان.
- نروژ: ۳۳٫۴ برای مردان، ۳۱٫۱ برای زنان. (2008)[۱]
- لهستان: ۲۷٫۷ برای مردان، ۲۵٫۶ برای زنان. (2008)[۱]
- پرتغال: ۲۷٫۵ برای مردان، ۲۵٫۷ برای زنان. (2000)[۱]
- رومانی: ۳۰٫۹ برای مردان، ۲۷٫۵ برای زنان. (2009)[۲]
- روسیه: ۲۶٫۱ برای مردان، ۲۳٫۳ برای زنان. (2004)[۳]
- صربستان: ۲۹٫۸ برای مردان، ۲۶٫۶ برای زنان. (2008)[۱]
- اسلواکی: ۳۱٫۹ برای مردان، ۲۸٫۸ برای زنان. (2010)[۴]
- اسلوونی: ۳۰٫۹ برای مردان، ۲۸٫۴ برای زنان. (2008)[۱]
- اسپانیا: ۳۲ برای مردان، ۲۹٫۸ برای زنان. (2008)[۱]
- سوئد: ۳۵٫۱ برای مردان، ۳۲٫۵ برای زنان. (2008)[۱]
- سوئیس: ۳۱٫۴ برای مردان، ۲۹٫۱ برای زنان. (2008)[۱]
- ترکیه: ۲۶٫۷ برای مردان، ۲۳٫۴ برای زنان. (2011)[۱]
- اوکراین: ۲۵٫۹ برای مردان، ۲۳٫۱ برای زنان. (2007)[۵]
- بریتانیا: ۳۰٫۷ برای مردان، ۲۸٫۵ برای زنان، 29.6 final average. (2005)[۶]

## کشورهای قاره اقیانوسیه
- استرالیا: ۲۹٫۶ برای مردان، ۲۷٫۷ برای زنان
- نیوزیلند: ۲۹٫۲ برای مردان، ۲۷٫۳ برای زنان